# Chinzei-bugyō
Chinzei-bugyō (鎮西奉行), ou « commissaire à la Défense de l'ouest », est le nom donné à un poste créé en 1186 pour superviser la défense de Kyūshū.

## Historique
À l'époque, la mission première du bugyō est de repérer et d'éliminer tous ceux qui ont soutenu Minamoto no Yoshitsune contre son frère Yoritomo pour devenir shogun. Cependant, moins d'un siècle plus tard, le chinzei (« siège de la Défense de l'ouest ») assume les responsabilités d'un vrai quartier général de défense, agissant en tant que première ligne de défense contre les Mongols de la dynastie Yuan dirigés par Kubilai Khan. Au fil du temps, la position de bugyō, le chef du quartier général de la Défense, finit par être connue sous les noms de chinzei shugo (鎮西守護) ou chinzei tandai (ja) (鎮西探題). Ce n'est que l'un des nombreux postes similaires établis dans tout le pays.
Le premier chinzei-bugyō est Amano Tōkage, à qui succède peu après Nakawara Nobufusa, envoyé pour réprimer la résistance à Kyūshū. Il établit le chinzei à Dazaifu, où il reçoit tous les ordres du shogun pour Kyūshū ; les seigneurs locaux ne pouvaient pas faire confiance aux agents locaux, et donc le Kyūshū tandai (comme le chinzei-bugyō est parfois appelé), doit agir en tant qu'intermédiaire entre Kyūshū et la capitale à Kamakura.

### Sources
- (en) Cet article est partiellement ou en totalité issu de l’article de Wikipédia en anglais intitulé « Chinzei Bugyō » (voir la liste des auteurs).